# Щербачевка (Липецкая область)
Щербачевка — деревня Лебяженского сельсовета Измалковского района Липецкой области.

## История и название
По данным 1859 г. — владельческая деревня Семенецкая (Щербачевка), 10 дворов.

## Население
| 2010 |
| ---- |
| 12   |